# Kozarnika
Kozarnika o Peshtera Kozarnika (en búlgar: Пещера Козарника, 'El rafal de les cabres') és una cova situada al nord-oest de Bulgària que fou utilitzada com a refugi per caçadors en el Paleolític inferior (1,6-1,4 milions d'anys abans de la nostra era) i que marca una ruta més antiga de les primeres migracions humanes des d'Àfrica a Europa a través dels Balcans, abans de la ruta que se suggereix actualment a través de Gibraltar. La cova conserva les primeres proves conegudes de comportament simbòlic humà i els primers conjunts de sílex europeus gravetians isqueren d'ací.

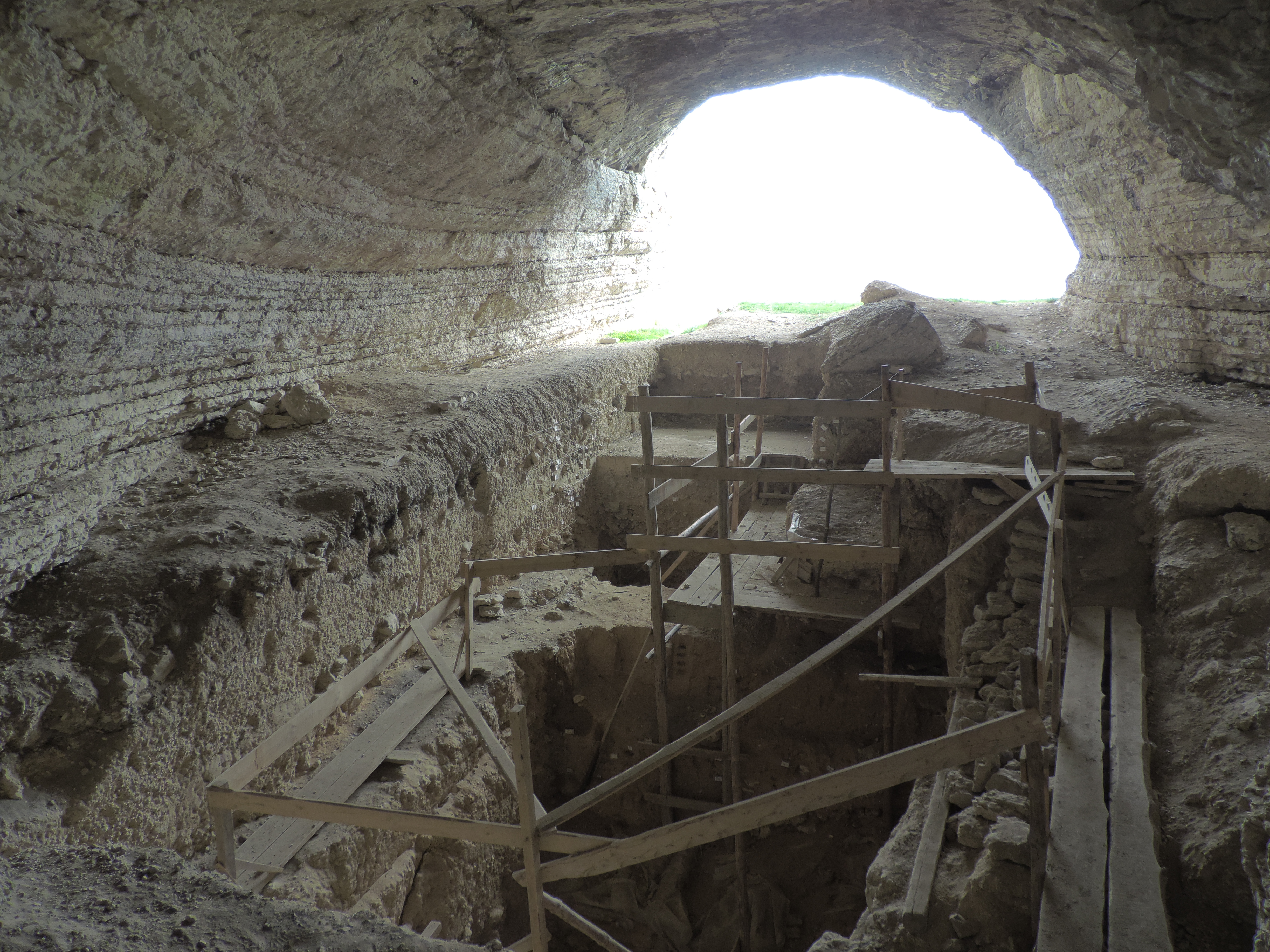
Excavacions arqueològiques a l'entrada

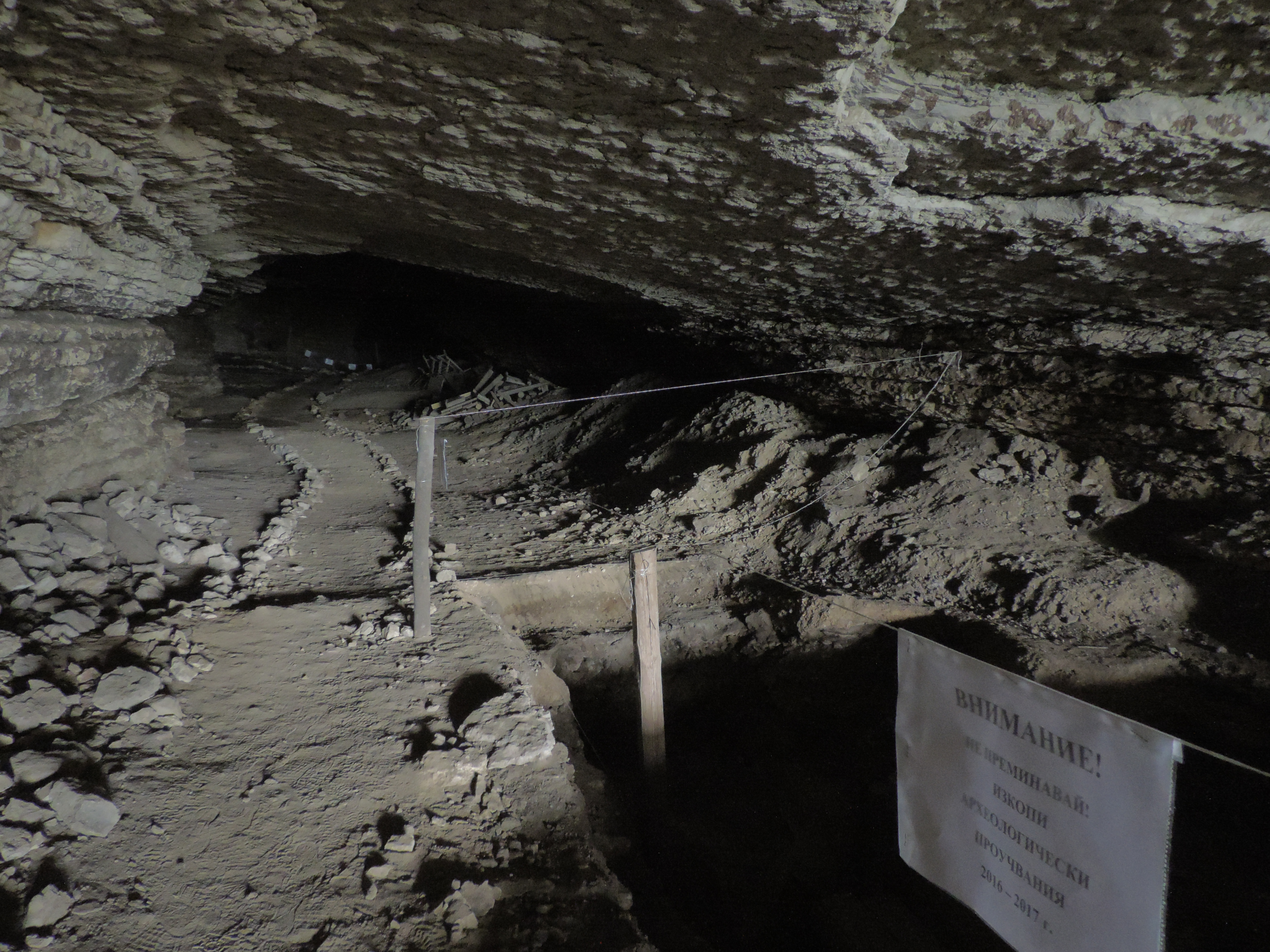
Vista de l'interior de la cova

La Cova de Kozarnika és a 6 km de la ciutat de Belogradchik, al nord-oest de Bulgària, al vessant nord dels Balcans, a prop de la plana del Danubi. S'obri cap al sud, a 85 m d'alçada sobre la vall. Amb una longitud de 210 m, és una de les més petites de la regió càrstica de Belogradchick. Els estudis realitzats durant dues dècades hi descobriren 21 capes geològiques, que contenen (de baix a dalt) restes arqueològiques del paleolític inferior primerenc (capes 13 - 11a), del Paleolític mitjà (capes 10b - 9a), del paleolític superior primerenc (capes 6/7), una seqüència d'una indústria de fulles del Paleolític original amb peces recolzades que els estudiosos anomenaren Kozarnikian (capes 5c - 3a), del neolític primerenc, de l'edat del coure tardana, de l'edat del bronze tardana i dels períodes medieval i medieval tardà.
La recerca de la Cova de Kozarnika va començar el 1984. Des del 1996, ha estat dirigida per Nikolay Sirakov (Institut Arqueològic i Museu de l'Acadèmia Búlgara de Ciències de Sofia) i Jean-Luc Guadelli (del Centre Nacional Francés de Recerca Científica, Bordeus).
A les capes del terra, datades d'entre 1,6 i 1,4 milions d'anys abans de la nostra era (gràcies al paleomagnetisme, que determina l'edat amb patrons d'inversió del camp magnètic terrestre en el passat, i a les anàlisis de la fauna), els arqueòlegs han descobert una dent molar humana (considerada el primer rastre humà d'Homo erectus/Homo ergaster descobert a Europa fora del Caucas), conjunts del Paleolític inferior d'una indústria no acheuliana, i ossos incisos que podrien ser el primer exemple de capteniment simbòlic humà.
Les troballes de les capes del Paleolític mitjà (nuclis i rascadors Levallois dels Balcans Orientals, així com puntes dels Balcans Orientals i de Lo Mostièr), més aviat bifaces, datades d'entre 300000 i 50000 abans de la nostra era, demostren la presència de grups de caçadors possiblement de l'Homo neanderthalensis. Les capes del Paleolític superior contenen conjunts de sílex del primer complex europeu gravetià, que daten del 43000 al 39000 abans de la nostra era, pertanyents a l'Homo sapiens.
En el treball de camp realitzat des del 2015, els científics investiguen la naturalesa i l'impacte que la presència paleohumana tingué en la fauna autòctona, per tal d'establir una cronologia més precisa dels períodes d'ocupació. L'equip de recerca també intenta comprendre millor la relació entre l'erupció ignimbrítica de la Campània i les seues conseqüències en l'ocupació humana de la Cova de Kozarnika.